# Anthonie Jacobus van Wijngaerdt
Anthonie Jacobus van Wijngaerdt (Rotterdam, 27 juni 1808 - Haarlem, 3 februari 1887) was een Nederlands kunstschilder en tekenaar.
Antonie Jacobus van Wijngaerdt schilderde voornamelijk landschappen en stadsgezichten. Hij was leerling van de Amsterdamse schilder Louis Meijer en leermeester van Dirk Johannes van Vreumingen en Johannes Rost.
Van Wijngaerdt werkte aanvankelijk als schilder in zijn geboortestad Rotterdam. Hij volgde in 1836 in Gouda Cornelis Borsteegh als stadstekenmeester op. Hij werd - nadat hij op 6 oktober 1857 zijn ontslag had gevraagd - in 1858 opgevolgd door Johannes Jacobus Bertelman. Van Wijngaerdt bleef nog tot 1861 woonachtig in Gouda en verhuisde toen naar Haarlem, de plaats waar hij in 1887 overleed.

## Diverse werken van Anthonie Jacobus van Wijngaerdt
- Zomerlandschap met een boerenhoeve langs een landweg
- Landschap met koeien en figuren
- Koeien in een zomerlandschap
- Winterlandschap (twee figuren bij een houtslee)
- Winterlandschap met boerderij
- Herderin met haar koeien op een open plek in het bos
- Een zomers landschap met een rustende herder en herderin en hun schaapskudde
- Polderlandschap met plassen en molen
- Meisje op een bospad

- Biografisch Portaal: 22325191
- Gemeinsame Normdatei: 1053669941
- International Standard Name Identifier: 0000 0000 6953 6867
- Library of Congress Control Number: no2016031050
- RKD-Nederlands Instituut voor Kunstgeschiedenis: 127862
- Union List of Artist Names: 500009489
- Virtual International Authority File: 95738972
- WorldCat: E39PBJrwPTTGtXdvh9dkK7Ytrq